# Slither (canção)
Slither é o segundo single da banda americana de hard rock Velvet Revolver, lançado como primeiro single do álbum de estreia do grupo, "Contraband", de 2004.
Nos Estados Unidos a canção chegou ao primeiro lugar da parada de rock da Billboard e também alcançou a 56º na parada principal, a Billboard Hot 100, além de ter chegado ao 35º na parada oficial britânica. Em 2005, "Slither" venceu o Grammy na categoria de "Melhor Performance de Hard Rock", e foi eleita a 85º melhor canção de rock pela VH1 em 2009.